# American Sound Studio
American Sound Studio waren Aufnahmestudios in Memphis (Tennessee), die von 1964 bis 1972 betrieben wurden. Das von Chips Moman gegründete Studio in der Thomas Street 827 wurde unter dem Namen American North bekannt, während das Studio in der Deadrick Avenue 2272 als American East bzw. als The Annex bekannt wurde.
In diesen Studios wurden mehr als hundert Hits aufgenommen, die von den Studiomusikern The Memphis Boys, auch bekannt als 827 Thomas Street Band, begleitet wurden. Zu den Künstlern, die im American Sound Studio aufgenommen haben, gehören Elvis Presley, Joe Tex, Wilson Pickett, Bobby Womack, Joe Simon, Merrilee Rush, Aretha Franklin, Oscar Toney Jr., Neil Diamond, Dusty Springfield, B. J. Thomas, Petula Clark, Roy Hamilton und The Box Tops.

## Geschichte
Das American Sound Studio (American North) wurde 1964 in der Thomas Street 827 in North Memphis von den Produzenten Chips Moman und Don Crews gegründet. Zwischen 1967 und 1971 wurden im American Sound Studio etwa 120 Hits produziert, die in den Top 100 von Billboard gelistet wurden. Während einer Woche stammten 25 % der Top 100 von Billboard nicht nur aus demselben Studio, sondern wurden auch von derselben Band mit einer Vielzahl von Künstlern aufgenommen. Außerdem nahmen die Memphis Boys mit demselben Rhythmus-Team 122 Top-10-Platten auf und waren nach der Adresse des Studios auch als 827 Thomas Street Band bekannt. Das American Sound Studio wurde 1972 geschlossen und das Gebäude 1989 abgerissen. An seiner Stelle befindet sich heute ein Family-Dollar-Geschäft mit einer Gedenktafel.

### American Recording Studio East
Das American Sound Studio und die Memphis Boys waren sehr gefragt und mussten bald auf andere Studios in Memphis zurückgreifen, wie z. B. die Royal Studios (wo 1967 Dark End of the Street aufgenommen wurde), Sounds of Memphis, Ardent Studios, National Street Studios, Lyn Lou Studios und FAME Studios in Muscle Shoals (Alabama). Durch den Erwerb eines zweiten Studios konnten sie die meisten Produktionen im Haus behalten. Im November 1968 schalteten Moman und Crews eine ganzseitige Anzeige im Billboard, um den Erwerb des neuen Studios und den Betrieb ihrer beiden „North“- und „East“-Studios anzukündigen.
Das East Memphis-Studio (American East) in der 2272 Deadrick Avenue war das erste speziell gebaute Aufnahmestudio in Memphis, das 1967 als „ONYX“ entworfen, gebaut und von verschiedenen Plattenfirmen genutzt wurde. Steve Sholes von RCA Records gab den Bau des Studios in Auftrag, verstarb jedoch im April 1968. Zu den Mitarbeitern des Studios gehörten Ronnie Angel Stoots von The Mar-Keys und George Klein. Die erste dort aufgenommene Single war Mama/Merry Go Round, produziert von Bobby Manuel. Nach dem ersten Jahr wurde das Studio bei Jerry Wexler und Tom Dowd von Atlantic Records und Dot Records/Paramount Records beliebt.
Es wurde im Dezember 1968 von Chips Moman und Don Crews käuflich erworben und in „American Recording Studio East“, auch bekannt als „The Annex“, umbenannt. Das Studio wurde speziell mit Stereo-Echokammern ausgestattet und seine neue große Aufnahmefläche machte es für größere Produktionen wie Bläser- und Orchestersessions geeignet (Presleys Kentucky Rain, arrangiert von Glen Spreen, ist ein Beispiel dafür). Wayne Jackson nahm dort als Teil von The Memphis Horns auf, u. a. den Trompetenpart in Neil Diamonds Sweet Caroline. Das Studio hatte leichten Zugang zum internationalen Flughafen Memphis und nebenan befand sich das Restaurant John Grisanti's, ein Wahrzeichen von Memphis.
American East half bei der Fertigstellung zahlreicher Produktionen, die zwischen 1968 und 1972 im Studio North entstanden. Beide Studios waren mit ähnlichen Geräten ausgestattet, die eine einfache Übertragung von Bändern ermöglichten und waren in der Lage, Tag und Nacht zu arbeiten, um die Nachfrage zu bewältigen. So konnte viel mehr Arbeit erledigt werden, wie Moman gegenüber dem Billboard-Magazin erklärte. Außerdem wollte Moman in diesen Jahren anonym arbeiten und der Standort im Osten erfüllte diesen Zweck gut.
1972 trafen Moman und Crews Vereinbarungen, um ihre Partnerschaft aufzulösen. Moman zog zunächst nach Atlanta und dann nach Nashville, wo er die American Sound Studios neu eröffnete. Das Studio in der Thomas St. wurde geschlossen. Crews baute den Standort in Deadrick wieder zum „ONYX“ um.
1975 wurde das Studio von Stax Records geschlossen. Von 1978 bis 1988 war ONYX das Studio von Allen Jones, dem ehemaligen STAX-Ingenieur und -Produzenten (The Bar-Kays, Isaac Hayes, Albert King, Kwik) und das Studio der Bar-Kays. Es wurde von den Musikern/Produzenten Doyle und Robby Turner erworben, nachdem Don Crews 1978 in den Ruhestand ging.
Im Jahr 1990 wurde das Studio an die Produzenten Doug Easley und Davis McCain verpachtet. Zwischen 1990 und 2005 war das Studio unter dem Namen Easley McCain Recording bekannt und stand unter der Leitung der Produzenten Easley, McCain und Stuart Sikes. Das Studio wurde von Künstlern wie Alex Chilton, Tav Falco, Rufus Thomas, The White Stripes, Loretta Lynn, Wilco und Jeff Buckley genutzt. Im Jahr 2005 wurde das Studio durch einen Großbrand zerstört und Easley McCain zog 2009 in neue Räumlichkeiten um.
Nach dem Brand wurde das Studio von einem Bauträger aus einem anderen Bundesstaat übernommen. Nach Verhandlungen mit dem Bauträger zum Schutz dieses Wahrzeichens von Memphis wurde Brad Dunn 2006 die Aufsichtspflicht übertragen, um sich für die Wiedereröffnung des Studios einzusetzen. Brad wurde von seinem Vater Robert und seinem Onkel Donald Duck Dunn unterstützt und holte sich den Rat von Chips Moman, Don und Erick Crews ein, um die historische Stätte zu erhalten. Der neue Eigentümer David Gicking richtete eine Stiftung ein, um die Zukunft des Studios zu sichern. Die erste Phase wurde 2011 nach einer umfassenden Restaurierung abgeschlossen.
Brad Dunn (Produzent und Tontechniker), Matt Martone und Will Gilbert (Tontechniker) eröffneten das Studio 2011 als American Recording Studio neu.
Das American Recording Studio ist der einzige physische Ort, an dem das Erbe der American Sound Studios noch vorhanden ist. Es war 2017 noch im Besitz von David Gicking und Brad Dunn.

## Aufnehmende Künstler
Im Januar 1969 nahm Elvis Presley seinen letzten Nummer-eins-Hit Suspicious Minds mit dem Produzenten und Techniker Chips Moman auf. Zu dieser Zeit war das American Sound Studio auf dem Höhepunkt seines Könnens und befand sich mitten in einer Dreijahresperiode, die mehr als 100 Hits für Künstler wie B. J. Thomas, Neil Diamond, und Dusty Springfield hervorbringen sollte.

### The Memphis Boys
The Memphis Boys, die Hausband von American Sound Studio, bestand aus dem Schlagzeuger Gene Chrisman, dem Bassisten Tommy Cogbill und Mike Leech, dem Gitarristen Reggie Young, dem Pianisten Bobby Wood und dem Organisten Bobby Emmons. Gemeinsam brachten sie ihre Vielseitigkeit ins Studio, darunter Joe Tex’ Skinny Legs and All, I Gotcha, Wilson Picketts I'm in Love, Joe Simons Hangin' on, Merrilee Rushs Angel of the Morning, Neil Diamonds Sweet Caroline, The Box Tops’ Cry Like a Baby, Elvis Presleys In the Ghetto und Danny O'Keefe's Goodtime Charlie's Got the Blues. Es war Tommy Cogbills Bass, der in Dusty Springfields Hit Son of a Preacher Man zu hören war. Sie waren auch die Band in dem Jazz-Rock-Klassiker Memphis Underground des Flötisten Herbie Mann aus dem Jahr 1969. Im Jahr 2007 wurden sie in die Musicians Hall of Fame and Museum (MHOF) in Nashville, aufgenommen.

### Bobby Womack
Bobby Womack arbeitete im American Sound Studio des Produzenten Chips Moman in Memphis und wirkte bei Aufnahmen von Joe Tex und The Box Tops mit. Bis zu diesem Zeitpunkt, etwa 1967, hatte er wenig Erfolg als Solokünstler, aber bei American begann er, eine Reihe von Hitsingles aufzunehmen, darunter 1968 What Is This (sein erster Chart-Hit), It's Gonna Rain und More Than I Can Stand. In dieser Zeit wurde er auch als Songschreiber bekannt und steuerte viele Lieder zum Repertoire von Wilson Pickett bei, darunter I'm in Love und I'm a Midnight Mover. Er spielte auch Gitarre bei drei von Aretha Franklins Hits der späten 1960er Jahre, darunter das Album Lady Soul und Chain of Fools. Zu seinen Auftritten als Studiomusiker aus dieser Zeit gehören das 1971 erschienene Album There's a Riot Goin' On von Sly & the Family Stone und das Album Pearl von Janis Joplin, auf dem ein Song von Womack und Michael McClure mit dem Titel Trust Me zu hören ist. 1971 nahm er auf einem Album mit dem Jazzgitarristen Gábor Szabó das Instrumentalstück Breezin’ auf, das später ein Hit für George Benson wurde.

### Joe Tex
Joe Tex nahm seine größten Hits, Skinny Legs and All (1967) und I Gotcha (1972), im American Sound Studio auf. „I Gotcha“ sollte ursprünglich von King Floyd aufgenommen werden, aber Floyd nahm nie eine Version davon auf. Stattdessen nahm Tex den Song Ende der 1960er Jahre selbst auf, veröffentlichte ihn aber nicht. Er beschloss, den Song Ende 1971 im American Sound Studio neu aufzunehmen und veröffentlichte ihn als B-Seite von A Mother's Prayer, der ersten Single seines Albums von 1972, das ebenfalls den Titel „I Gotcha“ trug. Die Radio-DJs beschlossen, die Single umzudrehen und begannen, „I Gotcha“ zu spielen. Dies führte dazu, dass Tex seinen ersten großen Hit seit fünf Jahren hatte, denn „I Gotcha“ erreichte schließlich Platz eins der R&B-Charts und Platz zwei der Pop-Charts und verkaufte sich rund drei Millionen Mal.

### Elvis Presley
Im Januar und Februar 1969 nahm Elvis Presley in einer Phase, die als sein Comeback bekannt wurde, eine große Anzahl von Titeln auf. Ein bemerkenswerter Track und der erste, der veröffentlicht wurde, war In the Ghetto, ungewöhnlich in Elvis' Repertoire wegen seines sozialen Kommentars über den Kreislauf von Kriminalität und Armut, gefolgt von Suspicious Minds, das ein Kernstück seiner Live-Auftritte wurde, die in diesem Jahr begannen. Tatsächlich stammten vier Chart-Singles aus diesen Sessions – Suspicious Minds, Don't Cry Daddy, In the Ghetto und Kentucky Rain – sowie zwei von der Kritik gefeierte Alben, die 1969 veröffentlicht wurden, From Elvis in Memphis und der Studioteil von From Memphis to Vegas/From Vegas to Memphis, bei dem auch die Streicher und Bläser im American East Studio aufgenommen wurden. Mike Leach und Glen Spreen übernahmen den größten Teil des Arrangements und „versüßten“ die Tracks im American East. Viele der unveröffentlichten Songs wurden später auf Back in Memphis im Jahr 1970 veröffentlicht. Zusätzliche Tracks, die während der 1969er Sessions aufgenommen wurden, tauchten noch bis 1972 auf verschiedenen Elvis-Alben auf, darunter eine Coverversion von Hey Jude von den Beatles.

### B. J. Thomas
B. J. Thomas machte sich Mitte der 1960er Jahre mit Easy-Listening-Hits wie Hooked on a Feeling und Raindrops Keep Fallin' on My Head einen Namen, die er im American Sound Studio aufnahm. Der Song Raindrops Keep Fallin’ on My Head, den Hal David und Burt Bacharach für den Film Zwei Banditen von 1969 schrieben, gewann einen Oscar für den besten Originalsong. Außerdem gewannen David und Bacharach den Preis für die beste Filmmusik. Die Version von B. J. Thomas stand im Januar 1970 vier Wochen lang auf Platz eins der Billboard Hot 100 Charts in den Vereinigten Staaten und war die erste Nummer-1-Single der 1970er Jahre. Der Song hielt sich außerdem sieben Wochen lang an der Spitze der US-Charts für zeitgenössische Musik.
Der Song wurde in sieben Takes aufgenommen, nachdem Bacharach mit den ersten sechs Takes unzufrieden war.

### Dusty Springfield
Der plötzliche Wandel der Popmusik Mitte der 1960er Jahre ließ Sängerinnen aus der Mode kommen. Um ihre Glaubwürdigkeit als Soul-Sängerin zu steigern, ging Dusty Springfield nach Memphis, um im American Sound Studio ein Album mit Pop- und Soulmusik aufzunehmen. Die LP Dusty in Memphis brachte ihr 1970 eine Nominierung für einen Grammy Award für die beste weibliche Pop-Gesangsdarbietung ein und wurde 2001 mit dem Grammy Hall of Fame Award ausgezeichnet. In internationalen Leser- und Zuschauerumfragen wird die Platte zu den hundert besten Alben aller Zeiten gezählt. Der herausragende Song der LP, Son of a Preacher Man, war 1969 ein internationaler Top-10-Hit.

### The Box Tops
Die Box Tops nahmen Wayne Carson Thompsons The Letter auf. Der weniger als zwei Minuten lange Song war Ende 1967 ein internationaler Hit, der die Nummer eins der Billboard-Liste erreichte und sich dort vier Wochen lang hielt. Die von Dan Penn produzierte Single mit dem 16-jährigen Sänger Alex Chilton verkaufte sich über vier Millionen Mal und wurde zweimal für den Grammy nominiert. Ihre Single Cry Like a Baby war 1968 ein großer Hit, der auf Platz zwei der Billboard-Charts landete. Einige der Instrumentalstücke ihrer Aufnahmen wurden von Studiomusikern wie Reggie Young, Tommy Cogbill, Gene Chrisman und Bobby Womack im Moman's American Sound Studio und vom späteren Chilton-Produzenten Terry Manning in den Ardent Studios eingespielt, obwohl die eigentlichen Gruppenmitglieder bei einer Reihe von Aufnahmen, einschließlich ihres ersten Hits The Letter und bei allen Live-Auftritten mitwirkten.

### Neil Diamond
Sweet Caroline, aufgenommen im American Sound Studio, war Neil Diamonds erster großer Hit nach seiner Flaute. Wayne Jackson von The Memphis Horns nahm seinen Trompetenpart im „Annex“, „American East“, auf.